# Дуглас (округ, Орегон)
Округ Дуглас (англ. Douglas County) располагается в штате Орегон, США. Официально образован 7 января 1852 года. По состоянию на 2010 год численность населения составляла 107 667 человек.

## География
По данным Бюро переписи США, общая площадь округа равняется 13 297,073 км², из которых 13 045,843 км² суша и 251,230 км² или 1,89 % это водоёмы. По территории округа протекают реки Норт-Ампкуа и Саут-Ампкуа, которые, сливаясь, образуют реку Ампкуа.

## Население
По данным переписи населения 2000 года в округе проживает 100 399 жителей в составе 39 821 домашних хозяйств и 28 233 семей. Плотность населения составляет 8,00 человек на км2. На территории округа насчитывается 43 284 жилых строений, при плотности застройки около 3-ти строений на км2. Расовый состав населения: белые — 93,86 %, афроамериканцы — 0,18 %, коренные американцы (индейцы) — 1,52 %, азиаты — 0,63 %, гавайцы — 0,09 %, представители других рас — 1,02 %, представители двух или более рас — 2,70 %. Испаноязычные составляли 3,27 % населения независимо от расы.
В составе 29,10 % из общего числа домашних хозяйств проживают дети в возрасте до 18 лет, 57,20 % домашних хозяйств представляют собой супружеские пары проживающие вместе, 9,60 % домашних хозяйств представляют собой одиноких женщин без супруга, 29,10 % домашних хозяйств не имеют отношения к семьям, 23,90 % домашних хозяйств состоят из одного человека, 11,00 % домашних хозяйств состоят из престарелых (65 лет и старше), проживающих в одиночестве. Средний размер домашнего хозяйства составляет 2,48 человека, и средний размер семьи 2,90 человека.
Возрастной состав округа: 24,00 % моложе 18 лет, 7,50 % от 18 до 24, 24,20 % от 25 до 44, 26,40 % от 45 до 64 и 26,40 % от 65 и старше. Средний возраст жителя округа 41 лет. На каждые 100 женщин приходится 96,80 мужчин. На каждые 100 женщин старше 18 лет приходится 94,20 мужчин.
Средний доход на домохозяйство в округе составлял 33 223 USD, на семью — 39 364 USD. Среднестатистический заработок мужчины был 32 512 USD против 22 349 USD для женщины. Доход на душу населения составлял 16 581 USD. Около 9,60 % семей и 13,10 % общего населения находились ниже черты бедности, в том числе — 16,60 % молодежи (тех, кому ещё не исполнилось 18 лет) и 9,20 % тех, кому было уже больше 65 лет.